# Peneplà

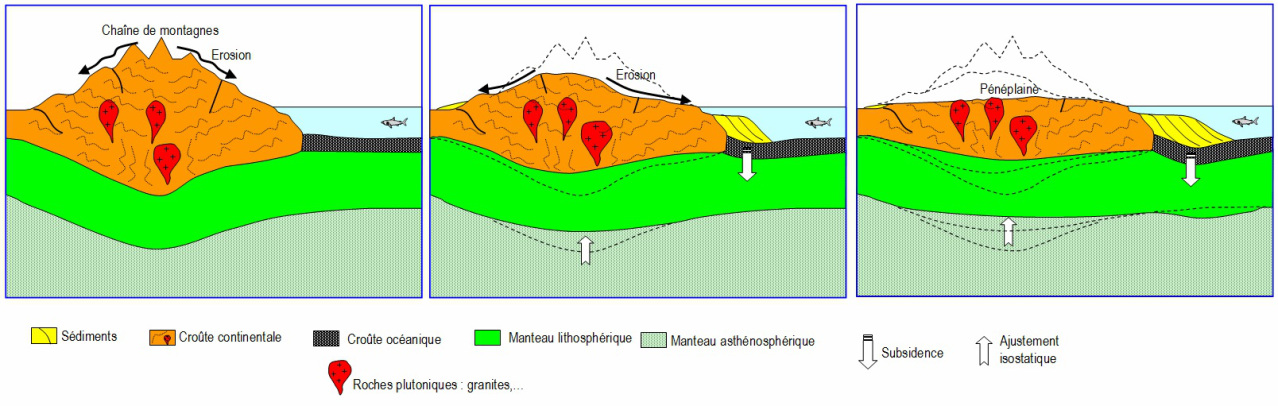
Esquema: formació d'un peneplà

Un peneplà o peneplana (del llatí paene = quasi, i plana), en geomorfologia i geologia, designa una àmplia plana formada per un relleu quasi uniforme, amb lleugeres desnivellacions que resulta d'una perllongada erosió i de la confluència i treball de les conques hidrogràfiques. El peneplà està constituït per un conjunt de tàlvegs i d'interfluvis d'escàs desnivell respecte de les valls, amb formes i relleus residuals al llarg de la conca dels rius.

## Terminologia
El concepte va ser desenvolupat pels primers geomorfòlegs: William Morris Davis i Walther Penck a principis del segle xx. La utilització d'aquest terme implica la noció, actualment motiu de serioses objeccions, d'una orogènesi a la qual haja succeït una perllongada fase d'estabilitat tectònica sense rejoveniment del relleu que haguera permès el normal desenvolupament del cicle geogràfic. El peneplà, segons el cicle geogràfic o d'erosió de Davis, s'associa a la vellesa o estadi terminal d'un relleu. El peneplà seria, per tant, el resultat de l'última etapa del cicle produïda per les aigües hidrogràfiques.

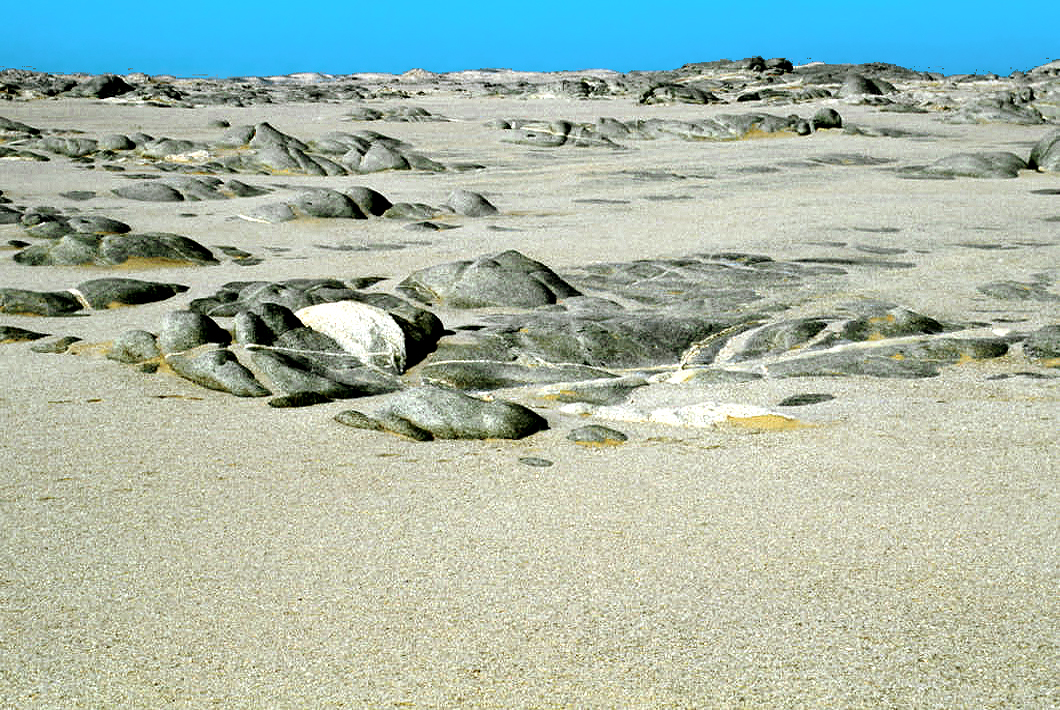
Peneplana granítica meteoritzada a la zona del Skeleton Coast National Park, Cunene (Namibia)

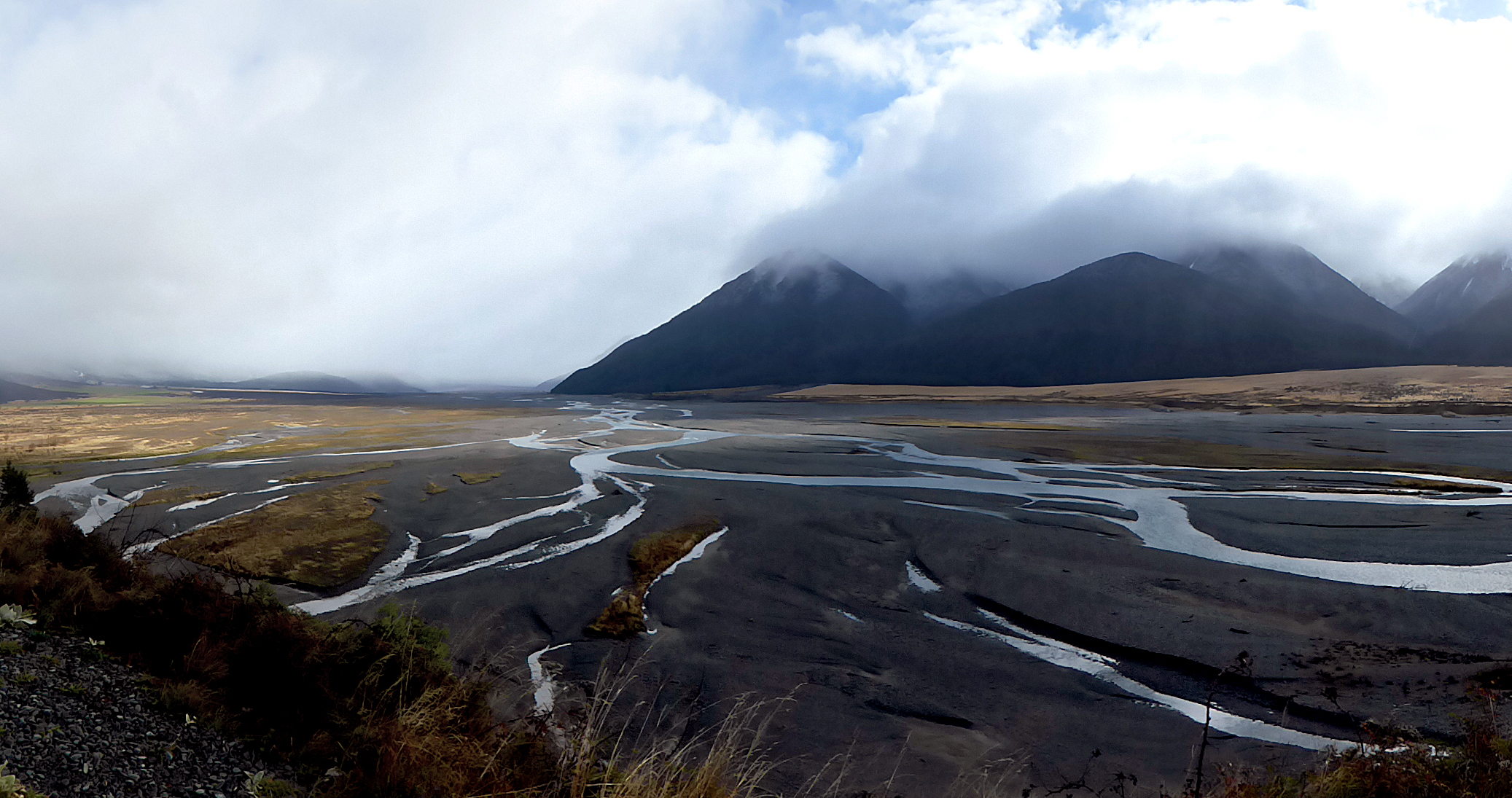
Els interfluvis contribueixen a la formació dels peneplans. Canterbury Braided Rivers, Nova Zelanda.

## Forma
En la forma, el peneplà presenta una superfície d’erosió extensa i lleugerament ondulada composta per zones interfluvials i àmplis tàlvegs. La forma ha estat fortament llaurada per l’erosió fluvial i, en molts casos també per l’acció eòlica, marina o periglacial. Normalment és recoberta pels sefiments.

## Discussió conceptual
El concepte de peneplà i de la peneplanació com a procés geomorfològic, suporta una controvèrsia per la manca d'exemples clars en formació actuals o en curs i la incertesa a l'hora d'identificar, estrictament, els exemples relictes del passat. Per a alguns geomorfòlegs, les peneplanes es redueixen al nivell de base que representa el nivell del mar, cosa que condideren crucial, mentre que altres ignoren aquesta premissa. Per a molts, aquesta condició estaria per damunt del tipus de mecanisme precís de formació de les peneplanes i, fins i tot del mecanisme de formació d'alguns pediplans existents entre peneplanes.